# 1588 en philosophie
Chronologie de la philosophie
- 1584
- 1585
- 1586
- 1587
- 1588
- 1589
- 1590
- 1591
- 1592

L’année 1588 a été marquée, en philosophie, par les événements suivants :

## Publications
- Giovanni Botero : Discorso de vestigii, et argomenti della fede catholica ritrouata nell'India da' portoghesi, e nel mondo nuouo da' castigliani, Appresso Giovanni Martinelli, Rome, 1588 (lire en ligne).

- Giovanni Battista Della Porta (Giambattista della Porta), Phytognomonica, Napoli, Orazio Salviani, 1588.

- Giordano Bruno :
  - Oratio valedictoria (1588). Texte intégral en italien, Giordano Bruno.info: Download.
  - Camoeracensis Acrotismus (1588).
  - De specierum scrutinio (1588).
  - Articuli centum et sexaginta adversus huius tempestatismathematicos atque Philosophos (1588) ; sorte de profession de foi.

## Naissances
- Johann Heinrich Alsted (mars 1588 - 9 novembre 1638) est un théologien, philosophe et encyclopédiste protestant calviniste allemand.

- Marin Mersenne (1588-1648), connu également sous son patronyme latinisé Marinus Mersenius est un religieux français appartenant à l'ordre des Minimes, érudit, mathématicien et philosophe. On lui doit les premières lois de l'acoustique, qui portèrent longtemps son nom[1]. Il établit concomitamment avec Galilée la loi de la chute des corps dans le vide. De Waard dit de lui qu'il était le secrétaire de l'Europe savante de son temps. Ecclésiastique à la culture encyclopédique et aux centres d'intérêt multiples, Mersenne est une des figures les plus marquantes parmi les érudits de son temps.

- 5 avril à Westport, Angleterre : Thomas Hobbes (décédé le 4 décembre 1679 à Hardwick Hall, dans le Derbyshire, en Angleterre) est un philosophe anglais. Son œuvre majeure, le Léviathan, eut une influence considérable sur la philosophie politique moderne, par sa conceptualisation de l'état de nature et du contrat social, conceptualisation qui fonde les bases de la souveraineté. Quoique souvent accusé de conservatisme excessif (par Arendt et Foucault notamment), ayant inspiré des auteurs comme Maistre et Schmitt, le Léviathan eut aussi une influence considérable sur l'émergence du libéralisme et de la pensée économique libérale du XXe siècle, et sur l'étude des relations internationales et de son courant rationaliste dominant : le réalisme.

- 1er août : François de La Mothe Le Vayer, né le 1er août 1588[2] à Paris où il est mort le 9 mai 1672, est un philosophe, philologue et historien français, et l'un des principaux représentants de la pensée dite libertine[3] au XVIIe siècle. Longtemps négligée, sous-estimée, voire dédaignée[4], malgré quelques études pionnières et la thèse fondatrice de René Pintard (1943), son œuvre fait l'objet, depuis la fin des années 1980, d'une réévaluation enthousiaste, dont témoignent de nombreuses rééditions et une abondante bibliographie critique.

## Décès
- 2 octobre à Cosenza : Bernardino Telesio (né le 7 novembre 1509 à Cosenza) est un philosophe italien de la Renaissance.